# Regulamin zabijania
Regulamin zabijania (ang. Rules of Engagement) – amerykański dramat sądowy z 2000 roku w reżyserii Williama Friedkina.
Scenariusz współtworzył Jim Webb, były oficer Marines, prawnik i Sekretarz Marynarki Wojennej (1987-88), a obecnie senator ze stanu Wirginia (2007-)

## Obsada
- Tommy Lee Jones – Pułkownik Hayes Hodges
- Samuel L. Jackson – Pułkownik Terry L. Childers
- Ben Kingsley – Ambasador Mourain
- Blair Underwood – Kapitan Lee
- Anne Archer – Pani Mourain
- Guy Pearce – Major Mark Biggs
- Philip Baker Hall – Generał H. Lawrence Hodges
- Bruce Greenwood – Doradca Bezpieczeństwa Narodowego William Sokal

## Fabuła
Pułkownik Terry Childers (Samuel L. Jackson) ma za sobą 30 lat służby w piechocie morskiej. Doświadczony uczestnik wojny w Wietnamie, wojny w Bejrucie (Liban) i akcji Pustynna Burza, wielokrotnie odznaczany.
Misja w Jemenie miała być kolejnym przykładem profesjonalizmu Childersa. Rutynowa akcja ochrony ambasady w Jemenie przed demonstrantami przeradza się jednak w dramatyczną masakrę, w konsekwencji czego zostaje zabitych ponad 80 bezbronnych osób (dzieci, kobiety, starcy) i tyle samo rannych przez amerykański oddział, którym dowodzi Terry Childers. Grupa pułkownika traci 3 żołnierzy.
Childers staje przed sądem wojskowym. Człowiekiem, który podejmuje się go bronić jest kompan z Wietnamu i wierny przyjaciel, pułkownik Hays Hodges. Nie jest on najlepszym adwokatem, ale Childers ufa mu: łączy ich coś więcej niż przyjaźń i braterstwo broni – to dług wdzięczności za uratowanie życia na froncie. W trakcie bitwy pod Kalu w Wietnamie, oddział Hodgesa trafia w zastawioną przez Vietcong pułapkę. Natomiast oddział Childersa likwiduje małą grupkę Wietnamczyków, oszczędzając życie tylko dwóm: radiotelegrafiście oraz pułkownikowi Kao. Terry zmusza Wietnamskiego oficera, aby odwołał swoich żołnierzy, atakujących grupę drugą. Ten jednak odmawia. Childers zostaje zmuszony do likwidacji radiotelegrafisty. To natychmiast namawia Kao do wykonania "prośby" Amerykanina.
Fakt, że Childers złamał wojskowy regulamin (który zna na pamięć), likwidując nieuzbrojoną osobę, wykorzystuje major Biggs w trakcie procesu.